# Кудрово (станция метро)
«Ку́дрово» — планируемая к проектированию и строительству станция Петербургского метрополитена. Будет расположена на Лахтинско-Правобережной линии за станцией «Улица Дыбенко», — аналогично «Девяткину» за станцией «Гражданский проспект», на территории Ленинградской области, — в городе Кудрово. Дата открытия станции неизвестна.
За станцией предполагается разместить тяговое электродепо ТЧ-9 «Правобережное» для обслуживания линии, которое после ввода в эксплуатацию станет первым в Ленинградской области со служебной соединительной ветвью, ведущей к конечной подземной станции (и, в том числе, глубокого заложения).
До появления ТЧ-9 «Правобережное» Лахтинско-Правобережную линию обслуживает ТЧ-3 «Московское». До открытия Красносельско-Калининской линии Лахтинско-Правобережная линия — единственная в Петербургском метрополитене без собственного электродепо.

## Название
Первоначально станция имела проектное название «Наро́дная». Вопреки распространённому мнению, станцию изначально планировалось разместить на том же месте, где она запланирована в настоящее время, то есть в районе ТРК «Мега Дыбенко», а не на пересечении проспекта Большевиков и Народной улицы. Проектное название «Народная» было связано с нереализованными планами по продлению Народной улицы через путепровод «Нева» согласно генеральному плану развития города Ленинграда и Ленинградской области от 1987 года на период до 2005 года. Своё нынешнее название она получила по близлежащему густонаселённому городу-спутнику Кудрово во Всеволожском районе Ленинградской области, на границе которого она будет находиться.

## Наземные сооружения
Станция запланирована с двумя вестибюлями, расположенными на Мурманском шоссе восточнее путепровода «Нева», неподалёку от ТРК «Мега Дыбенко».
Возле станции планируется сооружение транспортно-пересадочного узла.
В дальнейшем планировалось разместить электродепо в Новосаратовке, продлив ветку на юго-восток через территорию Уткина Заводь, но в 2022 году станция «Юго-Восточная» исчезла из отраслевой схемы развития метрополитена. После обновления отраслевой схемы развития метрополитена электродепо планируется разместить севернее Мурманского шоссе за КАД, из-за чего пути после станции Кудрово будут делать разворот почти на 180 градусов.

## История

### Начало строительства
Строительство станции «Народная» началось в конце 1980-х годов, но в середине 1997 года оно было заморожено из-за недостаточного финансирования. Строительство велось с шахты № 534 (находится за вестибюлем станции «Улица Дыбенко» возле пересечения улицы Дыбенко и проспекта Большевиков), она построена в 1982 году. По окончании строительства она будет преобразована в вентшахту «Улицы Дыбенко». На момент заморозки строительства был построен только один (правый) перегонный тоннель от станции «Улица Дыбенко», пройденный щитовым способом и заканчивающийся за 600 метров до станции на уровне улицы Тельмана, заворачивая на восток (фотографии). Длина тоннеля — 1500 метров. Проходит прямо под проспектом Большевиков, около изгиба у гипермаркета «Перекрёсток» заворачивает на восток. Тоннель заканчивается демонтажной камерой ТПМК с надписью «до Народной — 600 метров». Также на стенах тоннеля можно увидеть надписи «год 1996».
В 1990-е годы на схемах Петербургского метрополитена станция «Народная» обозначалась как строящаяся, но в конце 90-х станцию убрали с них, отодвинув окончание строительства из-за недостаточного финансирования.
В нынешнем генплане также присутствует продолжение линии за Кудрово до деревни Новосаратовка — к перспективной наземной крытой станции «Юго-Восточная».

### Проектирование продолжения строительства
В 2017 году начались предпроектные проработки для определения места под вестибюль и станцию метрополитена на территории транспортно-пересадочного узла (ТПУ) «Кудрово». Появление проекта станции и ТПУ запланировано на 2021 год, а открытие станции — на 2025 год. Ориентировочная площадь транспортного узла составит 8 га. Планируется, что он будет включать вестибюль станции метрополитена «Кудрово», автобусный вокзал, железнодорожную платформу, остановку пассажирского транспорта, коммерческие помещения, перехватывающие парковки автомобильного транспорта и открытые автостоянки.
В 2018 году КРТИ объявил конкурс на разработку плана продления петербургского метро до Кудрово. Смольный выделил 26 миллионов рублей на проектирование возобновления проекта продления Правобережной линии в сторону станции «Кудрово». Были высказаны опасения насчёт сроков ввода в эксплуатацию проектируемой станции. Областным управлением транспорта было принято решение о переносе сроков на 2025—2027 года. В июле 2018 года на заседании (при участии губернатора Санкт-Петербурга Георгия Полтавченко), было решено об окончательном плане продления линии, в убыток открытию Калининско-Красносельской линии и станций «Юго-Западная» и «Путиловская». В декабре 2018 года определены сроки проектирования и строительства станции «Кудрово» и электродепо «Правобережное» как 2019—2025 годы.
18 апреля 2019, глава отдела КРТИ СПб Николай Молоствов рассказал, что транспортный блок Смольного рассматривает вариант размещения двух вестибюлей для станции метро «Кудрово» — один будет выводить в Невский район Петербурга, другой — в Ленобласть. Появление станции запланировано на 2025 год. 25 апреля 2019 года, вице-губернатор Эдуард Батанов рассказал, что правительства Петербурга и Ленинградской области, намерены обратиться к федеральному центру за софинансированием общих транспортных объектов, к которым относится метро до Кудрово и Бугров. 17 мая Губернатор Ленинградской области Александр Дрозденко объявил, что «Станции метро в Кудрово быть!». Дрозденко подтвердил выделение земельного участка в размере 100 га для «Петербургского метрополитена», это необходимо для выполнения амбициозной задачи правительства Петербурга — строительства 30 станций метро, для этого потребуется и создание депо, которое как раз может разместиться в Кудрово. 1 июля, Комитет по развитию транспортной инфраструктуры СПб объявил аукцион, на поиск подрядчика, для подготовки проекта планировки территории. 26 июля стали известны результаты аукциона — была подана лишь одна заявка, победителем стала компания ЗАО «Институт Трансэкопроект» со стоимостью контракта 11,5 млн руб, проект планировки территории должен быть готов к октябрю 2020 года.
17 ноября 2020 года, в СМИ, появилась информация об отмене закупки на выполнение работ по разработке проектной документации. Согласно новостям, причина отмены закупки: возникновение иных обстоятельств, предвидеть которые при утверждении плана-графика было невозможно. В Комитете по развитию транспортной инфраструктуры (КРТИ) опровергли сообщения об отмене конкурса на проектирование метро «Кудрово». Как пояснили в пресс-службе КРТИ, конкурс на проектирование метро до Кудрово объявлен не был, речь идёт только об изменениях в сроках подготовки документации, вследствие этого конкурс на проектирование убрали из плана-графика на 2020 год. «Принято решение определиться с датой проведения конкурсных процедур по проектированию станции „Кудрово“ после завершения разработки документов территориального планирования» пояснили в пресс-службе.
В связи с началом строительства ТПУ «Кудрово» началась реконструкция развязки на Мурманском шоссе, а также подготовка территории строительства. Поскольку станция находится на территории другого субъекта РФ — Ленинградской области, встаёт вопрос взаимодействия двух субъектов РФ. При поддержке министра транспорта РФ Романа Старовойта было принято решение о начале проектирования петербургского участка (до границы с Ленинградской областью). Губернатор Ленинградской области А. Ю. Дрозденко отметил, что со своей стороны Ленобласть уже выполнила проект планировки и межевания соответствующей территории, завершила кадастровые работы на участках под депо, переведя земли в категорию промышленных. Отдельной проблемой для администрации Ленобласти стал выкуп земельных участков и снос гаражей на территории строительства будущей станции метро. Контракт планировалось заключить до конца 2024 года, однако с тех пор проектирование не велось и сроки открытия станции остаются неизвестными.

## Географическое положение
«Кудрово» станет второй станцией после «Девяткина» в Санкт-Петербурге и четвёртой после «Мякинина» и «Котельников» Московского метрополитена в России, расположенной на территории другого субъекта федерации.
Предполагается, что станция разместится западнее «Мега-Дыбенко», на центральной улице города Кудрово, которая в связи с началом строительства ушла на реконструкцию. Планируется создать единый транспортно-пересадочный узел «Кудрово» с упорядочением движения общественного транспорта и пассажиров, совмещающий в едином комплексе:
- вестибюль станции метрополитена;
- автобусный вокзал;
- остановки пассажирского транспорта общественного пользования;
- перехватывающую парковку;
- коммерческие помещения.

При этом вопрос транспортной доступности станции и организации подвоза для жителей южных районов города и области (Уткина Заводь, Новосаратовка, пос. им. Свердлова и др.), для которых эта станция становится ближайшей после станции «улица Дыбенко», властями города и области не рассматривается.